# Tomohiro Nishikado

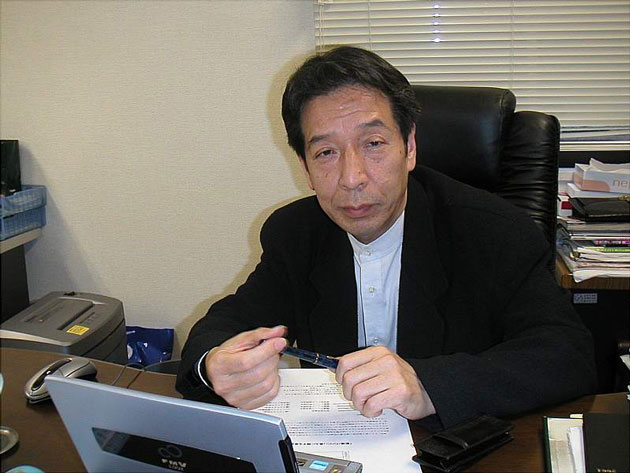
Tomohiro Nishikado (2011)

Tomohiro Nishikado (japanisch: 西角友宏; * 1944 in Ōsaka, Japan) ist ein japanischer Videospielentwickler.
Nach seinem Abschluss am Tokyo Denki University Department of Communication wurde Nishikado Spieleentwickler. In den 1970ern entwickelte er für Taito zunächst das Videospiel Speed Race und anschließend ein Videospiel, in dem er zunächst einen Kampf gegen eine Armee darstellen wollte. Nach Bedenken durch Taito änderte er jedoch inspiriert vom in den Vereinigten Staaten entwickelten Film Star Wars das Szenario zu einem Angriff von Außerirdischen und nannte das Spiel Space Monsters. Aufgrund einer Anregung aus der Marketingabteilung von Taito entschied die Firmenleitung allerdings drei Monate vor Veröffentlichung des Spiels, den Titel in Space Invaders umzubenennen. Da das Artwork für das Automaten-Kabinett allerdings zu diesem Zeitpunkt schon feststand, sind auf der Seite des Automaten noch die ursprünglichen Monster zu sehen. 
Nach 1982 arbeitete Nishikado als Hardwareentwickler. Am 10. März 1996 verließ Nishikado Taito und gründete die Firma Dreams, Inc., bei der er bis heute als Präsident arbeitet.